# Markus Haas (Manager)

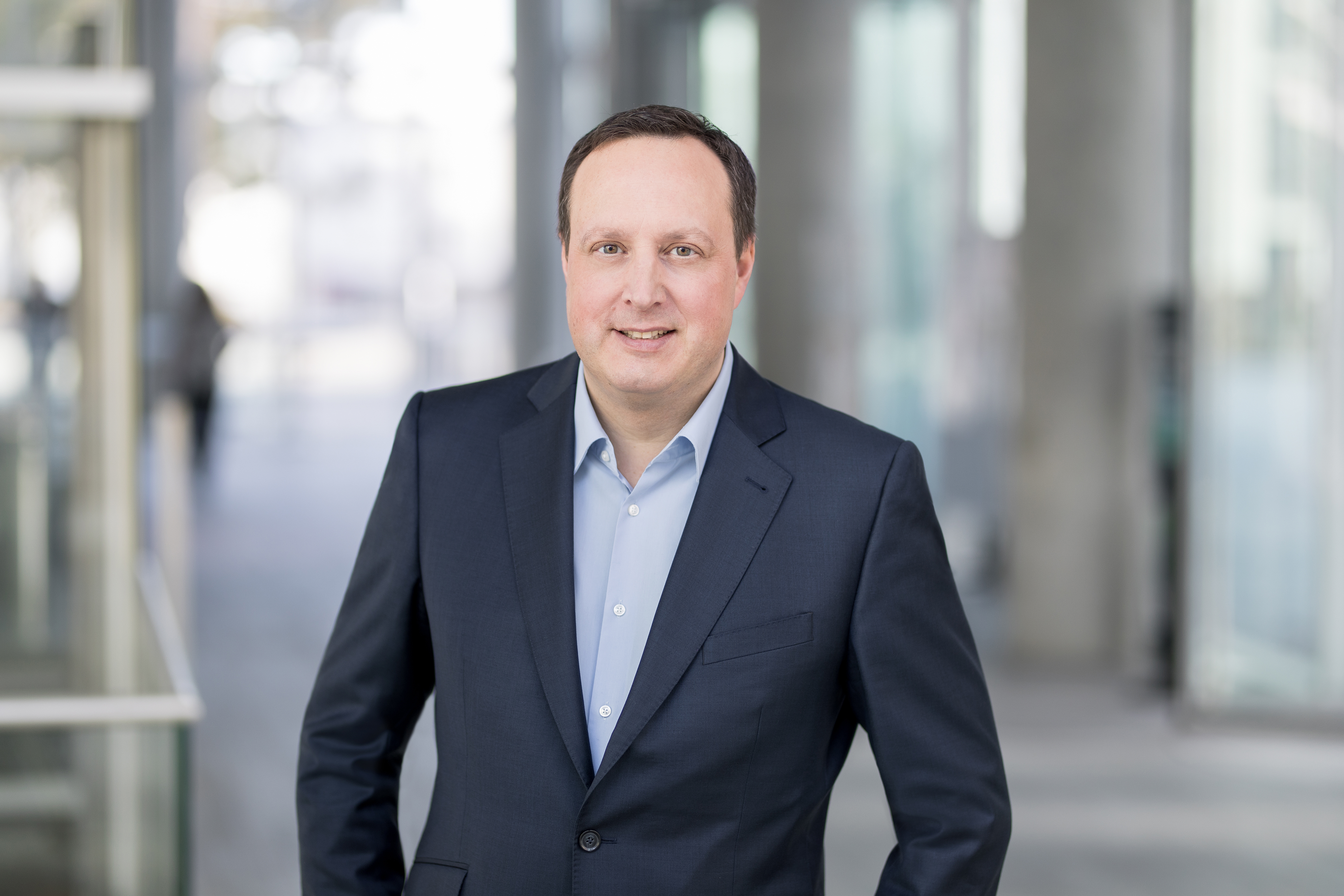
Markus Haas (2018)

Markus Haas (* 31. März 1972 in München) ist ein deutscher Manager und seit Januar 2017 Vorstandsvorsitzender der Telefónica Deutschland Holding sowie Mitglied im Executive Committee von Telefónica.

## Leben
Markus Haas studierte Jura/Rechtswissenschaften an der Ludwig-Maximilians-Universität München. Nach dem zweiten Staatsexamen nahm er am Executive Development Program der University of Oxford teil. Ein weiteres Jahr verbrachte er an der Oxford Leadership Academy.
1998 begann er, inzwischen Volljurist, als Referent für Recht und Regulierung bei der Viag Interkom (später Telefónica); später als Executive Assistant des CFO. Anschließend verantwortete er als Vice President den Bereich Corporate und Legal Affairs mit kommerzieller Verantwortung für das Roaming- und Wholesale-Netzbetreibergeschäft.
2009 wurde er Mitglied der Geschäftsführung. Seit 2012 ist er Mitglied des Vorstands der Telefónica Deutschland Holding. In seinem Verantwortungsbereich arbeitete er an der Übernahme von HanseNet, dem Erwerb von E-Plus und dem Börsengang von Telefónica Deutschland. Ab 2014 führte er als Chief Operating Officer das operative Kerngeschäft des Unternehmens.
Zum 1. Januar 2017 übernahm er den Vorstandsvorsitz von seinem Vorgänger Thorsten Dirks.
Haas ist Mitglied im Präsidium des Bitkom. Er lebt mit seiner Familie in München.